# テッド・新井
テッド・新井（テッド あらい、本名：新井 国右〈あらい くにすけ〉1931年（昭和6年）- 2007年（平成19年）2月5日）は、日本生まれのアメリカ軍人、傭兵、軍事アドバイザー、著作家。

## 経歴
アメリカ陸軍の憲兵として朝鮮戦争において軍内部の犯罪捜査に携わり、南米と南アフリカで傭兵として戦う。その後、米国で興信所と銃学校を起業。私立探偵と銃器の指導員を掛け持ちしながら、日米の銃雑誌に多数の原稿を寄稿して有名になった。また日本の警察と海上保安庁、またペルーの特殊部隊にてアドバイザーを務めたと言われている。
2007年2月5日、パラグアイの首都アスンシオンで自動車運転中の信号待ち時に強盗に襲われ、格闘の末、強盗犯に至近距離から射殺された。

## 著作
- 『テッド・アライのコンバット・シューティング』 並木書房 1990年
- 『テッド・アライの拳銃護身術』 並木書房 1993年
- 『プロフェッショナル・ファイターズ』 並木書房 1994年